# Hackefors porslinsfabrik
Hackefors porslinsfabrik grundades 1929 i Hackefors i Linköping av John O. Nilsson. 
Tillverkningen startades med personal som rekryterades från Karlskrona porslinsfabrik, till att börja med av porslin som importerades som halvfabrikat och dekorerades i Hackefors. År 1934 startades egen tillverkning av prydnadsgods och elektrotekniskt porslin med Hertha Bengtson som formgivare. Företaget hade omkring 1942 150 anställda. Den egna tillverkningen pågick fram till 1957, då fabriken såldes och de nya ägarna återgick till import av halvfabrikat. 
Företaget köptes senare upp av  Upsala Ekeby i Hackman-koncernen, som 1995 flyttade verksamheten till Rörstrands Porslinsfabrik i Lidköping. Varumärket Hackefors lever kvar som varumärke för Porslinsfabriken i Lidköping, sedan årsskiftet 2007.

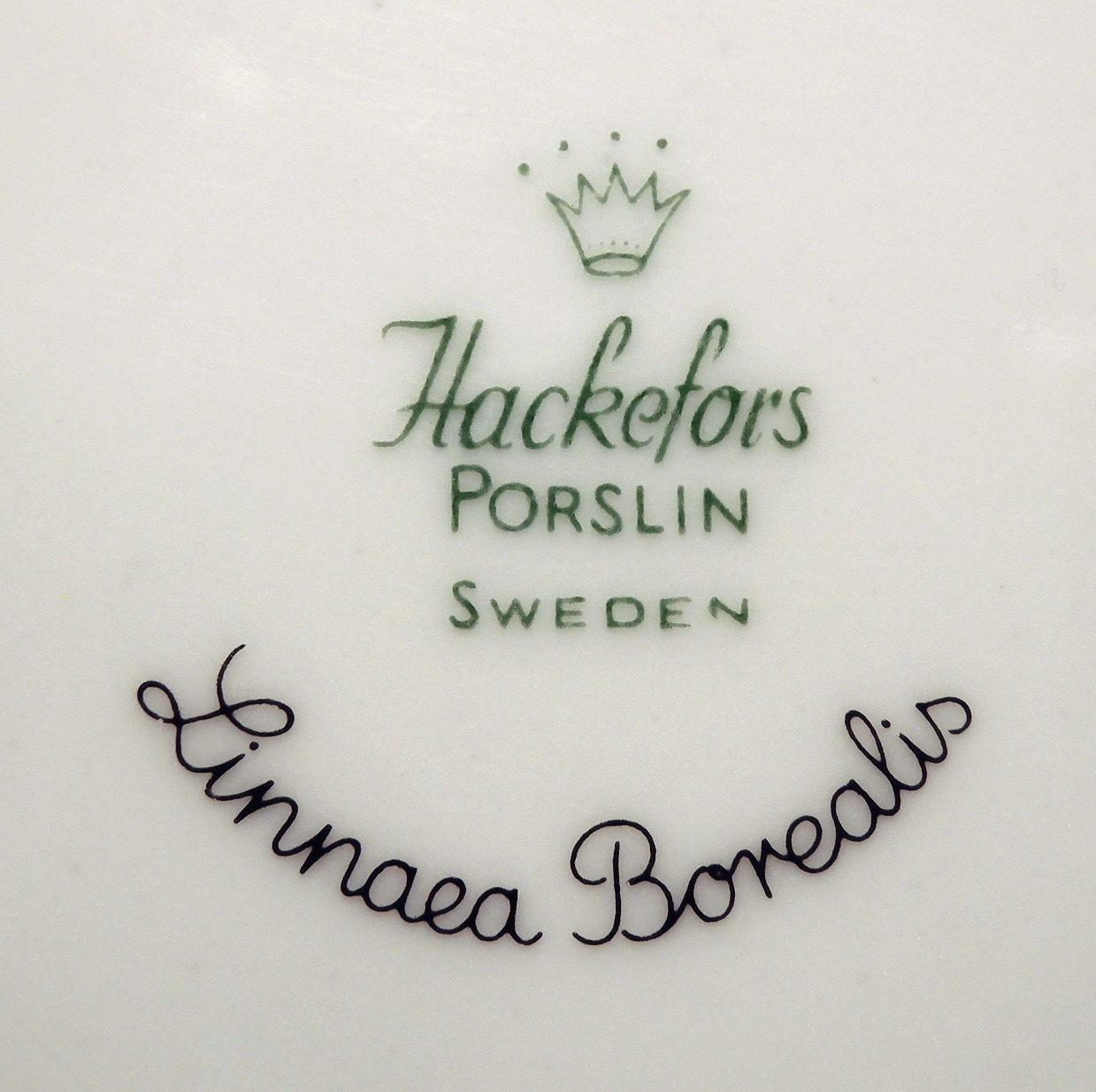
Undersidan av en liten djup tallrik från Hackefors.